# Relaciones Costa de Marfil-Estados Unidos
Las relaciones Estados Unidos-Costa de Marfil son las relaciones diplomáticas entre Estados Unidos y Costa de Marfil.
Costa de Marfil es una de las naciones más pro-americanas en África y en el mundo, con un 85% que ve a los Estados Unidos favorablemente en 2002 y que alcanza un máximo de un 88% en 2007.

## Historia
La relación de Costa de Marfil con los Estados Unidos fue cordial, aunque menos íntima que sus vínculos con su antiguo colonizador Francia. A mediados de la década de 1980, Costa de Marfil era uno de los partidarios más leales de África a los Estados Unidos en la Asamblea General de las Naciones Unidas. Apoyó la agenda más amplia de los Estados Unidos en Chad, Sahara Occidental, Sudáfrica y Israel. El gobierno aprobó firmemente los movimientos de Estados Unidos contra Muammar al-Gaddafi, especialmente a la luz de los rumores de que Libia ns [en Burkina Faso estaban reclutando y entrenando agentes para infiltrarse en Costa de Marfil. El Secretario de Estado de los Estados Unidos George P. Shultz visitó Abiyán en 1986 luego de la visita de Félix Houphouët-Boigny a Washington D. C.6789

Los Estados Unidos continuaron siendo el principal socio comercial de Costa de Marfil, después de Francia. Durante la Guerra Fría, los formuladores de políticas extranjeras en Washington continuaron apuntando a Costa de Marfil como un ejemplo de capitalismo exitoso, incluso cuando la deuda externa de Costa de Marfil se salió de control. Mientras disfruta de una imagen favorable en los Estados Unidos, Houphouët-Boigny ha criticado indirectamente a los Estados Unidos al atacar el sistema de comercio internacional, que Estados Unidos apoyó inequívocamente, pero que Houphouët-Boigny afirmó que era responsable de la economía de su país. los males
Algunas restricciones resultantes de las restricciones de la Sección 508 sobre ayuda no humanitaria impuestas en Costa de Marfil a partir de diciembre de 1999 golpe. Debido a la interferencia del gobierno de Costa de Marfil en las elecciones presidenciales de 2000, las restricciones de la Sección 508 no fueron eliminadas. Los Estados Unidos participan en el esfuerzo internacional para ayudar a Costa de Marfil a superar su actual crisis, proporcionando más de una cuarta parte de los fondos para la misión de paz de la ONU que ayuda a mantener el cese del fuego. Los EE. UU. también han brindado asistencia modesta fondo de apoyo económico (FSE) para promover la democracia. Los Estados Unidos simpatizan con el deseo de Costa de Marfil de un desarrollo económico rápido y ordenado, así como con su postura moderada en los asuntos internacionales. La financiación de la Agencia para el Desarrollo Internacional de los Estados Unidos, con la excepción de los fondos de autoayuda y democracia y derechos humanos, se ha eliminado gradualmente, aunque Costa de Marfil sigue beneficiándose en cierta medida de los programas regionales de África Occidental. El país sigue siendo un importante beneficiario de la asistencia de Estados Unidos en la lucha contra VIH/SIDA, ya que es uno de los 15 países prioritarios en el marco del Plan de emergencia para el alivio del SIDA del Presidente (PEPFAR). Dado que la asistencia bajo el PEPFAR puede llegar a un total de aproximadamente $ 85 millones en año fiscal 2007, este es, con mucho, el programa de asistencia más grande de los Estados Unidos en Costa de Marfil. La elegibilidad de Costa de Marfil para la Ley de Crecimiento y Oportunidad de África (AGOA) se ha retirado, luego del estancamiento político resultante de la rebelión de 2002.
Los Estados Unidos y Costa de Marfil mantienen un activo programa de intercambio cultural, a través del cual destacados funcionarios del Gobierno de Côte d'Ivoire, representantes [de los medios de comunicación], educadores y académicos visitan los Estados Unidos para conocer mejor al pueblo estadounidense e intercambiar ideas y opiniones. con sus colegas americanos. Este esfuerzo de cooperación se fomenta mediante visitas frecuentes a Costa de Marfil por parte de representantes de instituciones educativas y de negocios de los Estados Unidos y visitas de académicos y especialistas de Fulbright-Hays en diversos campos. Un nuevo complejo de la cancillería de la Embajada de los Estados Unidos se inauguró en julio de 2005.
Las restricciones de la Sección 508 han suspendido un modesto programa de asistencia de seguridad que brinda capacitación profesional a los oficiales militares marfileños en los EE. UU.
Oficiales principales de los Estados Unidos
- Chargé d'Affaires—Andrew Haviland[3]
- Management Counselor—
- Political/Economic Counselor—
- Economic Officer—
- Consular Affairs Officer—
- Defense Attache—
- Public Affairs Officer—

## Ubicación de la Embajada de los Estados Unidos
Mientras Yamoussoukro es la capital política de Costa de Marfil, la [Embajada] de los Estados Unidos está ubicada en la capital económica del país, en el vecindario de Riveria Golf de Cocody, Abiyán.

## Terminología del Gobierno de los Estados Unidos
El Departamento de Estado de los Estados Unidos usa el nombre  'República de Côte d'Ivoire'  cuando se refiere a Costa de Marfil en contextos internacionales y asuntos diplomáticos. También usan el francófono demónimo "Ivoirian" en las comunicaciones oficiales.

## Embajada de Costa de Marfil en WashingtonD.C.
La Embajada de Costa de Marfil en Washington D. C. es la misión diplomática de República de Costa de Marfil en Estados Unidos. Se encuentra en el barrio Embassy Row.
El embajador es Yao Charles Koffi.